# Goduíno, Conde de Wessex
Goduino ou Goduíno, Conde de Wessex e Conde de Kent (em inglês: Godwin; ca. 1001 — 1053) foi um dos senhores mais poderosos de Inglaterra durante os reinados de Canuto, o Grande e os seus sucessores, nomeadamente Eduardo o Confessor.
Por volta de 1014, Goduíno casou com Tira, filha de Sueno I da Dinamarca, também Rei de Inglaterra, e por ocasião do casamento, Canuto, o Grande nomeou Goduíno Conde de Wessex. Pouco tempo depois, Goduíno ficou viúvo e casou pela segunda vez com Gita, de quem teve cerca de doze filhos, entre os quais:
- Edite de Wessex (1020 - 1075), rainha consorte de Eduardo o Confessor
- Sueno, Conde de Mércia (1021 - 1052)
- Haroldo (1022 - 1066), Rei de Inglaterra
- Tostigo, Conde da Nortúmbria (1026 - 1066)
- Leofivino, Conde de Kent (1035 - 1066)

A vida de Goduíno foi ocupada essencialmente com intrigas políticas. Goduíno apoiou a subida ao trono de Haroldo I de Inglaterra e Eduardo o Confessor, que foi seu genro. Goduíno foi ainda um grande opositor da facção normanda da corte inglesa e recebeu uma ordem de exílio por isso mesmo. Voltou no entanto em 1052 à frente de um pequeno exército que obrigou Eduardo a restaurar-lhe o condado.
Foi sucedido no Condado de Wessex em 1053 pelo filho Haroldo.